# Resolución 1695 del Consejo de Seguridad de las Naciones Unidas
La Resolución 1695 del Consejo de Seguridad de las Naciones Unidas, adoptada por unanimidad el 15 de julio de 2006 tras recordar las resoluciones 825 (1993) y 1540 (2004) relativas a Corea del Norte y la no proliferación de armas de destrucción masiva respectivamente, estipula que el Consejo prohibiría la venta de material que aumentara la capacidad de la República Popular Democrática de Corea (la RPDC o Corea del Norte) para reforzar su programa de misiles balísticos.

## Adopción y disposiciones
La resolución condena los lanzamientos de prueba de misiles realizados por Corea del Norte el 4 de julio de 2006. La redacción y la fuerza de la declaración fue un compromiso entre Estados Unidos, Japón y Francia, que favorecieron una declaración fuerte y sanciones, y la República Popular China y Rusia, que favorecieron una declaración menos severa. La resolución no invoca el Capítulo VII de la Carta de las Naciones Unidas por solicitud de China y Rusia. La resolución fue presentada por Japón y patrocinada por Estados Unidos.
La resolución prohíbe a todos los Estados miembros de la ONU vender material o tecnología para misiles o armas de destrucción masiva a Corea del Norte y recibir misiles, armas prohibidas o tecnología de Pionyang. También pidió a Corea del Norte que se reincorpore al Diálogo de los Seis y se abstenga de realizar más pruebas nucleares y de misiles. Un funcionario del Ministerio de Relaciones Exteriores de Corea del Sur dijo que "Corea del Norte tendrá que reconocer la realidad de que la comunidad internacional se está tomando más en serio sus actividades nucleares y de misiles".

## Reacción norcoreana
La resolución fue rechazada por Corea del Norte en un tiempo récord de 47 minutos según el embajador de Estados Unidos ante la ONU, John R. Bolton. Según la agencia estatal de noticias oficial de Corea del Norte, KCNA, la resolución fue producto de una "política exterior hostil hacia la RPDC", que ha creado "una situación extremadamente peligrosa en la península de Corea". La declaración continúa:

Solo los fuertes pueden defender la justicia en el mundo de hoy donde prevalece la ley de la selva. Ni la ONU ni nadie más puede protegernos. 

...Primero, nuestra República denuncia con vehemencia y refuta rotundamente la "resolución" del CSNU, producto de la política hostil de Estados Unidos hacia la RPDC, y no estará vinculada a ella en lo más mínimo. En segundo lugar, nuestra República reforzará su disuasión de la guerra para la autodefensa en todos los sentidos por todos los medios y métodos ahora que la situación ha llegado a la peor fase debido al acto extremadamente hostil de los EE. UU. Defenderemos firmemente a nuestra manera la ideología y el sistema elegido por nuestro pueblo, fiel a la política de Songun, una espada preciada.

Corea del Norte dijo que la resolución era un "intento de algunos países de hacer un mal uso del Consejo de Seguridad". El embajador de la RPDC ante las Naciones Unidas, Pak Kil-yon, dijo que su país "había expresado su intención de extender más allá de 2003 la moratoria sobre el lanzamiento de misiles, en el espíritu de la Declaración, bajo la premisa de que Japón normalizaría sus relaciones con su país, y redime su pasado...[Desde Japón] abusó de la buena fe de su país y siguió una política hostil ". 